# Across the Wide Missouri
Across the Wide Missouri is een Amerikaanse western uit 1951 onder regie van William A. Wellman. Destijds werd de film in Nederland uitgebracht onder de titel Achter de brede Missouri.

## Verhaal
Flint Mitchell jaagt met zijn makkers op bevers in het gebied van de Zwartvoetindianen. Door een huwelijk met de dochter van een opperhoofd wil hij de indianen op zijn hand krijgen. Langzaamaan wordt Mitchell werkelijk verliefd op zijn vrouw. De verbeten strijd tussen pelsjagers en indianen gooit uiteindelijk roet in het eten. 

## Rolverdeling
| Acteur              | Personage        |
| ------------------- | ---------------- |
| Clark Gable         | Flint Mitchell   |
| Ricardo Montalbán   | Ironshirt        |
| John Hodiak         | Brecan           |
| Adolphe Menjou      | Pierre           |
| J. Carrol Naish     | Looking Glass    |
| Jack Holt           | Bear Ghost       |
| Alan Napier         | Humberstone Lyon |
| George Chandler     | Gowie            |
| Richard Anderson    | Dick Richardson  |
| María Elena Marqués | Kamiah           |